# Mansueto Bianchi

Wappen von Mansueto Bianchi

Mansueto Bianchi (* 4. November 1949 in Lucca; † 3. August 2016 in Rom) war Bischof von Pistoia.

## Leben
Mansueto Bianchi studierte am Almo Collegio Capranica und an der Gregoriana in Rom und empfing am 29. Juli 1974 die Priesterweihe. Er war Vizerektor des Priesterseminars und Dozent für die Heilige Schrift von 1977 bis 1988. Von 1984 bis 2000 war er Direktor der theologischen Diözesanschule und seit 1988 Bischofsvikar für die Laien.
Papst Johannes Paul II. ernannte ihn am 18. März 2000 zum Bischof von Volterra. Der Erzbischof von Lucca, Bruno Tommasi, spendete ihm am 3. Mai desselben Jahres die Bischofsweihe; Mitkonsekratoren waren Alessandro Plotti, Erzbischof von Pisa, und Teresio Ferraroni, Altbischof von Volterra. Als Wahlspruch wählte er In lumine fidei. Es war unter anderem Präsident der bischöflichen Kommission für Ökumene und Dialog der Italienischen Bischofskonferenz.
Am 4. November 2006 wurde er durch Papst Benedikt XVI. zum Bischof von Pistoia ernannt und am 16. Dezember 2006 in das Amt eingeführt. Er war Vizepräsident der Bischofskonferenz der Toskana und Mitglied des bischöflichen Ausschusses für Kultur und Soziale Kommunikation sowie Vorsitzender des Ausschusses für die Bewertung von Interventionsprojekten zugunsten des kirchlichen Kulturerbes. 
Am 5. April 2014 nahm Papst Franziskus seinen vorzeitigen Rücktritt an. Am selben Tag wurde er von Franziskus zum Nationalen Kirchlichen Assistenten der italienischen Katholischen Aktion (Azione Cattolica Italiana) ernannt.
Mansueto Bianchi starb im August 2016.